# Wereldkampioenschappen schoonspringen 2009 – driemeterplank synchroon vrouwen
Het Wereldkampioenschap synchroonspringen op de 3 meter plank voor vrouwen werd gehouden op 23 juli (voorronde) en 24 juli 2009 (finale) in de Italiaanse hoofdstad Rome. De eerste 12 koppels uit de voorronde kwalificeerden zich voor de finale die een dag later gehouden werd. Regerend wereldkampioenen waren de Chinese vrouwen Guo Jingjing en Wu Minxia.

## Uitslagen

### Voorronde
| Rang | Naam                                   | Nationaliteit    | Score  | Bijz. |
| ---- | -------------------------------------- | ---------------- | ------ | ----- |
| 1    | Guo Jingjing Wu Minxia                 | China            | 342.90 | Q     |
| 2    | Tania Cagnotto Francesca Dallapè       | Italië           | 316.20 | Q     |
| 3    | Joelia Pakhalina Anastasia Pozdniakova | Rusland          | 305.49 | Q     |
| 4    | Paola Espinosa Laura Sánchez           | Mexico           | 304.50 | Q     |
| 5    | Jennifer Abel Melanie Rinaldi          | Canada           | 302.70 | Q     |
| 6    | Briony Cole Sharleen Stratton          | Australië        | 301.74 | Q     |
| 7    | Kelci Bryant Ariel Rittenhouse         | Verenigde Staten | 293.40 | Q     |
| 8    | Katja Dieckow Nora Subschinski         | Duitsland        | 285.90 | Q     |
| 9    | Mai Nakagawa Sayaka Shibusawa          | Japan            | 282.96 | Q     |
| 10   | Olena Fedorova Alevtyna Korolyova      | Oekraïne         | 281.73 | Q     |
| 11   | Raisa Geurtsen Iris Janssen            | Nederland        | 257.16 | Q     |
| 12   | Piroska Flóra Gondos Zsófia Reisinger  | Hongarije        | 234.96 | Q     |
| 13   | Choi Sut Ian Choi Sut Kuan             | Macau            | 228.96 |       |

### Finale
| Rang   | Naam                                   | Nationaliteit    | Score  |
| ------ | -------------------------------------- | ---------------- | ------ |
| Goud   | Guo Jingjing Wu Minxia                 | China            | 348.00 |
| Zilver | Tania Cagnotto Francesca Dallapè       | Italië           | 329.70 |
| Brons  | Joelia Pakhalina Anastasia Pozdniakova | Rusland          | 310.80 |
| 4      | Jennifer Abel Melanie Rinaldi          | Canada           | 309.90 |
| 5      | Briony Cole Sharleen Stratton          | Australië        | 309.18 |
| 6      | Kelci Bryant Ariel Rittenhouse         | Verenigde Staten | 305.10 |
| 7      | Paola Espinosa Laura Sánchez           | Mexico           | 304.50 |
| 8      | Mai Nakagawa Sayaka Shibusawa          | Japan            | 291.45 |
| 9      | Katja Dieckow Nora Subschinski         | Duitsland        | 282.30 |
| 10     | Olena Fedorova Alevtyna Korolyova      | Oekraïne         | 263.67 |
| 11     | Raisa Geurtsen Iris Janssen            | Nederland        | 262.44 |
| 12     | Piroska Flóra Gondos Zsófia Reisinger  | Hongarije        | 245.19 |